# الیساس
الیساس (به فرانسوی: Alissas) یک کمون در فرانسه است که در Canton of Privas واقع شده‌است.

## خصوصیات
الیساس ۱۲٫۴۳ کیلومترمربع مساحت و ۱٬۳۲۴ نفر جمعیت دارد و ۲۲۹ متر بالاتر از سطح دریا واقع شده‌است.